# Petrocephalus ansorgii
Petrocephalus ansorgii es una especie de pez elefante eléctrico perteneciente al género Petrocephalus en la familia Mormyridae presente en varias cuencas hidrográficas de África, entre ellas el alto y bajo Níger y su afluente el río Bénuoé, además de varios ríos costeros en Nigeria, incluyendo al Cross. Es nativa de Camerún, Mali, Níger y Nigeria; y puede alcanzar un tamaño aproximado de 14,1 cm.

## Estado de conservación
Respecto al estado de conservación, se puede indicar que de acuerdo a la IUCN, esta especie puede catalogarse en la categoría «Preocupación menor (LC)».